# Dominguinhos do Estácio
Domingos da Costa Ferreira (Río de Janeiro, 4 de agosto de 1941-Niterói, 30 de mayo de 2021), más conocido por su nombre artístico Dominguinhos do Estácio, fue un intérprete y compositor brasileño de samba.

## Biografía
Durante su carrera se coronó campeón en varias oportunidades del Carnaval de Río representando a diversas escuelas de samba tanto en primera como en segunda división. Integró algunas agrupaciones musicales como Unidos do Viradouro, Imperatriz Leopoldinense y Estácio de Sá antes de iniciar una carrera como solista, en la que publicó cerca de una decena de discos.
Falleció el 30 de mayo de 2021 a los 79 años de edad víctima de una hemorragia cerebral luego de haber estado internado en el Hospital Azevedo de Lima de Niterói.

## Discografía

### Solista
- Bom Ambiente (1986)
- Além de mim (1987)
- Gosto de Festa (1989)
- Cor da Paz (1991)
- Mar de Esperança (1992)
- Palavras (1995)
- Minha Devoção (1998)
- Vem Cantar Comigo (2003)
- Minha Devoção (2008)